# Kishida Ginkō

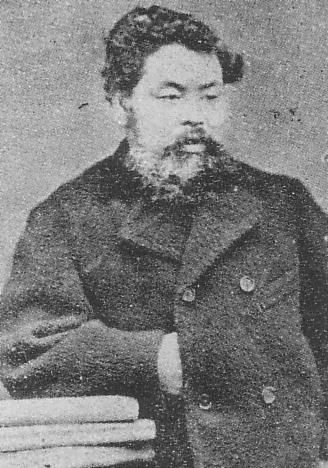
Kishida Ginkō

Kishida Ginkō (japanisch 岸田 吟香, eigentlich Kishida Kinji; geboren 15. Juni 1833 in Haga in der Provinz Mimasaka, heute Präfektur Okayama; gestorben 7. Juni 1905 in Tokio) war einer der ersten japanischen Journalisten.

## Leben und Wirken
Kishida Ginkō verlebte eine unruhige Jugend. Im Jahre 1864 lernte er über die Behandlung seiner Augenkrankheit den Missionar James Curtis Hepburn kennen. Er beteiligte sich an dessen Erstellung des japanisch-englischen Wörterbuchs Wa-Ei Gorin Shūsei (和英語林集成), wobei er Englisch bei Hamada Hikozō lernte. Ab 1861 produzierte und verkaufte er eine Augenmedizin auf der Basis der von Hepburn verwendeten, allerdings ohne Erfolg.
Zusammen mit Hamada brachte er eine der ersten Tageszeitungen, Kaigai Shimbun (海外新聞, etwa „Auslandszeitung“) in Japan heraus. Mit Eugene Miller Van Reed (1835–1873) folgte 1862 die Zeitung Yokohama Shimbō moshiwa kusa (横浜新報もしほ草), allerdings ohne Erfolg.
Kishida wurde 1973 Reporter für Tōkyō Nichinichi Shimbun (heute Mainichi Shimbun). Er schrieb seine Artikel in der Alltagssprache, nicht in der knappen Schriftsprache, wie es in den anderen Zeitungen der Zeit üblich war. Kishida war einer der ersten Kriegskorrespondenten, als er 1874 die Japanische Strafexpedition nach Taiwan begleitete. Danach gründete er eine Blindenschule unter dem Namen Kummō-in (訓盲院) und verkaufte weiter seine Augentropfen.
Kishida war der Vater des Malers im Yōga-Stil Kishida Ryūsei.